# Lampropholis caligula
Lampropholis caligula är en ödleart som beskrevs av  Ingram och RAWLINSON 1981. Lampropholis caligula ingår i släktet Lampropholis och familjen skinkar. Inga underarter finns listade i Catalogue of Life.